# Bilderberggruppen
Bilderberggruppen, stiftet i år 1954 af Prins Bernhard af Holland med henblik på at bringe Europas og Amerikas elite sammen. Bilderberggruppen mødes en gang om året, første gang på hotellet af samme navn i Holland i 1954. Hovedkontoret ligger i Leiden i Holland.

## Formålsdeklaration
Gruppens intention er gennem uformelle møder mellem indflydelsesrige mennesker at øge forståelsen mellem Nordamerika og Europa. Styrekomiteen udformer og offentliggør hvert år en liste med maksimalt 100 indbudte. Mødestedet bliver også offentliggjort. Sikkerheden varetages af det pågældende lands efterretningstjeneste(r).
Indholdet af møderne er fortroligt.
Ideen bag hemmelighedskræmmeriet er at give plads til en åben debat mellem ligesindede, uden protokol eller presse.
Der har kun meget sjældent været omtale af Bilderberg i de danske aviser[kilde mangler] som i Berlingske Tidende 16. januar 2000 under overskriften "Den skjulte agenda":
"I næsten 50 år har et skyggekabinet bestående af Vestens mest magtfulde mænd og kvinder mødtes i al hemmelighed. Tony Blair er med i klubben. Samtlige amerikanske præsidenter siden Ike Eisenhower har også været med. Det samme gælder den britiske regerings spidser. Og de mennesker, der kontrollerer TV og den trykte presse – mediebaronerne. Hvilket kan være en af årsagerne til, at du aldrig har hørt om Bilderberg." 

## Mødebyer
Gruppens første møde blev afholdt på Hotel de Bilderberg i Holland i maj 1954, og der er siden blevet afholdt et møde hvert år. Der er afholdt Bilderberg-konferencer i Danmark i 1956 på Fredensborg Store Kro i Fredensborg, 1969 på Hotel Marienlyst i Helsingør  og i 2014 på Copenhagen Marriott Hotel.

### Seneste møder
De seneste møder som Bilderberggruppen har afholdt er følgende:
- 2008: Chantilly, Virginia, USA[5]
- 2009: Athen, Grækenland[6]
- 2010: Sitges, Spanien[7]
- 2011: St. Moritz, Schweiz[8]
- 2012: Chantilly, Virginia, USA[5]
- 2013: Watford, Storbritannien[9]
- 2014: København, Danmark[10]
- 2015: Telfs-Buchen, Østrig
- 2016: Dresden, Tyskland
- 2017: Chantilly, Virginia, USA

## Danske deltagere gennem årene (et udpluk)
- Bodil Nyboe Andersen, tidl. direktør for Nationalbanken (1997, 2000, 2001)
- Thomas Thune Andersen, Mærsk Oil (2009)
- Tage Andersen, tidl. ordførende direktør for Danske Bank
- Flemming Besenbacher, Carlsberg (2014)
- Ritt Bjerregaard, tidl. EU-kommissær og minister, tidl. overborgmester i København (1995)
- Stine Bosse, Direktør TrygVesta (2008)
- Bjarne Corydon, Finansminister (2013)[2]
- Hakon Christiansen, (ØK-formand)
- Aage Deleuran, tidl. chefredaktør på Berlingske Tidende
- Anders Eldrup, adm. direktør i DONG medlem af styrekomiteen (2001, 2002, 2003, 2004, 2005, 2006, 2007, 2008, 2009, 2010, 2011)
- Merete Eldrup, CEO, TV2 Danmark A/S (2015)
- Uffe Ellemann-Jensen, tidl. udenrigsminister (1996, 1997, 1998)
- Ulrik Federspiel, dansk ambassadør i USA, vicepresident i Haldor Topsøe A/S (2004, 2010, 2013, 2014, 2015)
- Jakob Haldor Topsøe, leder (2013)
- Poul Hartling, (statsminister 1973-75)
- Connie Hedegaard, tidl. miljøminister, tidl. EU-kommissær (2005)
- Lars Findsen[11], tidl. PET-chef, tidl. FE-chef (2019)
- Per Hækkerup, (udenrigsminister, økonomiminister m.m. i 60'erne og 70'erne)
- Jens Kampmann, (trafikminister 1971-73)
- Steffen Kragh, Egmont-direktør (2014)
- Jens Otto Krag, (statsminister 1962-68 og 1971-72)
- Mogens Lykketoft, tidl. finansminister og udenrigsminister, tidl. formand for Socialdemokraterne (1998, 2003, 2005)
- Mærsk Mc-Kinney Møller
- Prins Axel
- Henrik, Prinsgemalen
- Herbert Pundik, tidl. chefredaktør på Politiken
- Anders Fogh Rasmussen, tidl. statsminister (2000, 2003, 2014), tidl. generalsekretær i NATO (2009 - 2014)
- Poul Nyrup Rasmussen, tidl. statsminister (2010)
- Chresten W. Reeves, Berlingske Tidende
- Flemming Rose, journalist og kulturredaktør på Morgenavisen Jyllands-Posten (2008)[12]
- Tøger Seidenfaden, tidl. medlem af styrekomiteen i Bilderberggruppen, chefredaktør på Politiken (1995, 1996, 1997, 1998, 1999, 2000, 2001, 2002, 2003 (fra 2005 i Trilateral Commission))
- Jørgen Schleimann, journalist, chefredaktør, tidl. direktør for TV 2, tidl. landsformand for Europabevægelsen
- Fritz H. Schur, Fritz Schur Gruppen (2008)
- Terkel M. Terkelsen, chefredaktør på Berlingske Tidende
- Helle Thorning-Schmidt, tidligere Statsminister, Socialdemokraternes formand (2009)
- Henrik Topsøe, bestyrelsesformand Haldor Topsøe (2014) [13] [14]
- Thomas Ahrenkiel, Direktør, Danish Intelligence Service (DDIS) (2015)
- Christina Markus Lassen, Head of Department, Ministry of Foreign Affairs, Security Policy and Stabilisation (2015)
- Søren Pind, tidl. Justitsminister, uddannelses- og forskningsminister (2016, 2017)

## Andre deltagere (udpluk)
| - José Manuel Barroso - Dronning Beatrix af Holland - Tony Blair - George W. Bush - Bill Clinton - Jacques Delors - Bill Gates - Leif Høegh - Henry Kissinger - Helmut Kohl - Anna Lindh - Olof Palme | - Richard Perle - Romano Prodi - div. medlemmer af Rockefeller-familien - Donald Rumsfeld - Javier Solana - Peter Sutherland - Dominique de Villepin - James Wolfensohn - Paul Wolfowitz - Mario Monti - Carl 16. Gustav af Sverige - Margaret Thatcher |